# منظمة الخطة والموازنة الإيرانية
منظمة الخطة والموازنة لجمهورية إيران الإسلامية (PBO) (بالفارسية: سازمان برنامه و بودجه کشور) هي دائرة حكومية في حكومة إيران . تدار وتمول من قبل رئاسة جمهورية إيران الإسلامية. منظمة الخطة والميزانية (PBO) ، المعروفة سابقًا باسم منظمة الإدارة والتخطيط (MPO) ، هي واحدة من أكبر المؤسسات الحكومية في إيران . من عام 1948 حتى عام 2007 ومرة أخرى منذ عام 2014 ، كانت مسؤولة بالكامل عن إعداد ميزانية البلاد .  المركز الإحصائي الإيراني .  كان جزءًا من المنظمة.
لدها مجموعة متنوعة من الأهداف والواجبات ، بما في ذلك تقييم موارد البلاد ، وإعداد خطط وسياسات التنمية المتوسطة والطويلة الأجل ، وإعداد الميزانيات السنوية ، ورصد وتقييم العمل المنجز في إطار الخطط المنفذة.
وفقًا لخطة التنمية الخمسية الثالثة ، تم تطوير «خطة تطوير ريادة الأعمال في الجامعات الإيرانية» (المعروفة باسم خطة KARAD) ، وتم إطلاقها في اثنتي عشرة جامعة في جميع أنحاء البلاد ، تحت إشراف منظمة الإدارة والتخطيط وزارة العلوم والبحوث والتكنولوجيا. 

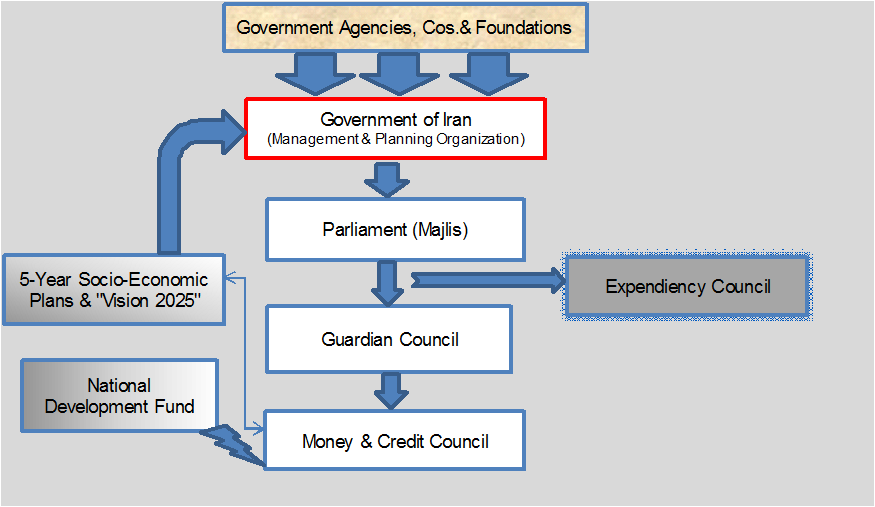
عملية الميزانية الإيرانية

## المنظمات التابعة
- المركز الإحصائي الإيراني
- مركز رسم الخرائط الوطني
- منظمة إصلاح الدعم
- مركز أبحاث التنمية والدراسات المستقبلية